# O wojnie aleksandryjskiej
O wojnie aleksandryjskiej (łac. De Bello Alexandrino) – niewielkie objętościowo dzieło nieznanego autorstwa, wchodzące w skład tzw. Corpus Caesarianum, opisujące wydarzenia z roku 47 p.n.e. i w zamierzeniu stanowiące kontynuację pamiętników O wojnie domowej Juliusza Cezara.
Autor pamiętników O wojnie aleksandryjskiej pozostaje nieznany i już w starożytności nie przypisywano ich Cezarowi. Według Swetoniusza autorstwo ich jest niepewne, chociaż „jedni przypuszczają, że zostały one spisane przez Aulusa Hircjusza, inni że przez Opiusza”. Sam Hircjusz twierdził, że w działaniach w Afryce udziału nie brał, zresztą język autora Bellum Alexandrinum jest znacznie uboższy niż proza Hircjusza. 
Dziełko składa się z 78 krótkich rozdziałów, z czego jedynie pierwsze 33 dotyczą wojny aleksandryjskiej. Pozostała część utworu obejmuje działania wojenne na Wschodzie (34-41 i 65-78), w Ilirii (42-47) i w Hiszpanii Dalszej (48-64).